# Gwatemala na World Games 2017
Gwatemala na World Games 2017 była reprezentowana przez jedną zawodniczkę biorącą udział w 3 konkurencjach wyścigów wrotkarskich. Nie zdobyła żadnego medalu. 

## Zawodnicy
| Zawodniczka             | Konkurencja         | Dyscyplina             | Rezultat        |
| ----------------------- | ------------------- | ---------------------- | --------------- |
| Dalia Soberanis Marenco | Wrotkarstwo szybkie | 200 metrów na czas     | 7. miejsce      |
| Dalia Soberanis Marenco | Wrotkarstwo szybkie | sprint na 500 metrów   | 22. miejsce     |
| Dalia Soberanis Marenco | Wrotkarstwo szybkie | wyścig na 10000 metrów | dyskwalifikacja |